# ایرینا اوفیمسوا
ایرینا اوفیمسوا (به انگلیسی: Irina Ufimtseva) (زادهٔ ۶ ژانویهٔ ۱۹۸۵) شناگر اهل روسیه است.